# Orthoporus heterogona
Orthoporus heterogona är en mångfotingart som beskrevs av Filippo Silvestri 1902. Orthoporus heterogona ingår i släktet Orthoporus och familjen Spirostreptidae. Inga underarter finns listade i Catalogue of Life.